# إجراء غلين
إجراء غلين (بالإنجليزية: Glenn procedure)‏ هو إجراء جراحي ملطف يتم إجراؤه للمرضى الذين يعانون من رتق صمام ثلاثي الشرفات. وهو أيضًا جزء من مسار العلاج الجراحي لمتلازمة القلب الأيسر الناقص التنسج، تم استبدال هذا الإجراء إلى حد كبير بإجراءات ثنائية الاتجاه (إجراء فونتان).
يربط الوريد الأجوف العلوي بالشريان الرئوي الأيمن.